# .220 Rook
O .220 Rook é um cartucho de fogo central metálico pequeno, já obsoleto, criado no Reino Unido em meados da década de 1880, que utilizavam pólvora negra.

## Visão geral
O .220 Rook é um cartucho com aro originalmente projetado para uso em "rook rifles", ele foi projetado e produzido na Grã-Bretanha na década de 1880. Acredita-se que seja uma versão inicial do cartucho .22 Long Rifle de fogo circular.
O .220 Rook disparava balas de 30 grãos (1,94 gramas) de peso impulsionado por uma carga de 5 grãos (0,324 gramas) de pólvora negra, ele foi projetado para caça de animais de pequeno porte e tiro ao alvo, embora muitos o considerassem muito pequeno para fins práticos de caça.

## Outras designações
Outras designações usadas para o .220 Rook são:
- .230 Revolver Long CF
- .22-4-30 Eley Long
- .220 Long CF
- SAA 0325
- (5,9x17,7 R)